# باغ بالیوز
باغ بالیوز یکی از باغ‌های تاریخی استان فارس واقع در شهر شیراز بوده‌است که در دوران قاجاریه توسط میرزا عبداله بالیوز بنا شده‌است.
این باغ که در نزدیکی باغ رحمت‌آباد و باغ خلیلی قرار داشته‌است ، هم‌اکنون به منازل مسکونی تبدیل شده‌است.